# Torraca
Torraca é uma comuna italiana da região da Campania, província de Salerno, com cerca de 1.232 habitantes. Estende-se por uma área de 15 km², tendo uma densidade populacional de 82 hab/km². Faz fronteira com Casaletto Spartano, Sapri, Tortorella, Vibonati.

## Demografia
| Variação demográfica do município entre 1861 e 2011                               |
|                                                                                   |
| Fonte: Istituto Nazionale di Statistica (ISTAT) - Elaboração gráfica da Wikipedia |

## Curiosidades
1. A  Família Filizola (Felizola) é proveniente - em grande parte - desta comuna italiana.